# Setsuko Shinoda
Setsuko Shinoda (jap. 篠田 節子, Shinoda Setsuko; * 23. Oktober 1955 in der Präfektur Tokio) ist eine japanische Schriftstellerin.
Shinoda studierte an der Fakultät für Bildungswissenschaften der Gakugei-Universität Tokio. Danach arbeitete sie bis 1990 im Rathaus von Hachiōji. Seitdem lebt sie als freischaffende Schriftstellerin. Bereits seit ihrer Kindheit war sie fasziniert von fantastischer und Science-Fiction-Literatur (z. B. Arthur Conan Doyles Die vergessene Welt). Von ihr wurden über 40 Romane dieser Genres, zudem Kurzgeschichten und Essays veröffentlicht. 
Mit Inoue Masahiko gab sie eine Sammlung von Interviews mit prominenten Horrorliteratur-Autoren unter dem Titel Horror o Kaku! (ホラーを書く!, Horā o Kaku!) heraus. Für den Roman Onnatachi no Jihad (女たちのジハード, ~ jihādo, dt. „Dschihad der Frauen“) wurde sie 1997 mit dem Naoki-Preis ausgezeichnet, 1998 wurde sie mit Saitō-ke no kakudantō (斉藤家の核弾頭) für den Seiun-Preis nominiert.